# Round Island Lighthouse (Sri Lanka)
Round Island Lighthouse, gelegentlich auch Kevuliya Lighthouse, ist ein Leuchtturm (englisch Lighthouse) in der Ostprovinz von Sri Lanka.
Der Leuchtturm steht auf einer kleinen Felseninsel in der Bucht von Trincomalee, einem großen Naturhafen am Golf von Bengalen, der während der britischen Kolonialverwaltung auch von der Royal Navy als Stützpunkt genutzt wurde. Für die sichere Ansteuerung der Bucht wurden damals drei Leuchtfeuer betrieben, von denen heute aber nur noch das auf Round Island existiert.
Der 21 m hohe Rundturm wurde 1863 auf dem höchsten Punkt der Insel errichtet. Das Sektorenfeuer hat eine Feuerhöhe von 31 m und bezeichnet mit zwei weißen Sektoren das sichere Fahrwasser und warnt mit den roten Sektoren vor den Untiefen. Als Kennung wird eine Gruppe von drei Blitzen mit einer Wiederkehr von 15 Sekunden (Fl(3)WR.15s) gezeigt.